# Young Frankenstein
Young Frankenstein (en España, El jovencito Frankenstein; en México y Argentina, El joven Frankenstein; en otros países de Hispanoamérica, Frankenstein Junior) es una película cómica estadounidense de 1974 dirigida por Mel Brooks y con Gene Wilder, Teri Garr, Cloris Leachman, Marty Feldman, Peter Boyle, Madeline Kahn, Kenneth Mars y Gene Hackman como actores principales. El guion fue escrito por Brooks y Wilder.
La película es una parodia del cine de terror clásico, en particular de las adaptaciones cinematográficas de la novela de Mary Shelley Frankenstein y, más en concreto, de las producidas por Universal en los años 1930. Esto se refleja en el hecho de que la mayoría de las piezas del laboratorio sean las mismas que las usadas en la película Frankenstein de 1931, diseñadas por Ken Strickfaden, y que el largometraje esté ambientado en esa década. Para plasmar más eficazmente una atmósfera parecida a la de aquellas películas, Brooks rodó esta producción en blanco y negro, una rara elección en esa época.
Young Frankenstein aparece en el puesto 28 de la lista de las 50 películas de todos los tiempos de la revista Total Magazine, en el número 56 de las «100 películas más divertidas» de la cadena Bravo y en el número 13 de las 100 películas estadounidenses más divertidas del American Film Institute.
En 2003 fue juzgada como «culturalmente significativa» por el National Film Preservation Board (Comité Nacional de Preservación de Películas) de Estados Unidos y elegida para su conservación en el National Film Registry de la biblioteca del Congreso de Estados Unidos.

## Argumento
El Dr. Frederick Frankenstein (Gene Wilder), cuyo nombre completo es Doctor Baron Frederick von Frankenstein, es un respetado conferenciante en una universidad de medicina estadounidense y está más o menos felizmente comprometido con la fóbica Elisabeth (Madeline Kahn), la cual se muestra inaccesible a todo contacto físico antes de la boda. Frankenstein se exaspera cada vez que alguien menciona el tema de su abuelo, el famoso científico loco, hasta el punto de insistir en que su nombre sea pronunciado «Fronkonstin» en la traducción española, o "Fronk-en-steen" en la versión original, tratando de adaptar así a la fonética inglesa (o judía del barrio de Brooklyn) el apellido alemán Frankenstein.
Tras una conferencia, un abogado se acerca al doctor para comunicarle que ha heredado la hacienda de su abuelo. Tras viajar a Transilvania, Frankenstein se encuentra con su nueva y atractiva auxiliar, Inga (Teri Garr), junto con los sirvientes de la casa: la enigmática ama de llaves Frau Blücher (Cloris Leachman), que inspira terror a los caballos cada vez que se pronuncia su nombre y que fue amante del difunto Barón, y el jorobado Igor (Marty Feldman). Los tres lo ayudan a encontrar los diarios privados de su abuelo e, inspirado por ellos, Frankenstein finalmente acepta su herencia y decide continuar con el trabajo, decidiéndose a revivir el cuerpo de un criminal ejecutado (Peter Boyle).
Desafortunadamente, Igor se equivoca a la hora de robar un cerebro del depósito de cadáveres, por lo que en vez de usar el de un famoso científico, al monstruo le es colocado uno anormal. Este error se revela cuando el monstruo se escapa del castillo y arma un gran alboroto. Mientras vaga por el campo, el monstruo tiene sendos encuentros con una niña y un ermitaño ciego (Gene Hackman) que parodian directamente escenas de las películas originales de Frankenstein. 
Mientras tanto, la gente del pueblo se prepara para un motín contra Frederick por haber continuado los trabajos de su abuelo. Este motín está alentado en parte por el inspector jefe Hans Wilhelm Frederick Kemp, que tiene un acento tan cerrado que ni sus propios paisanos pueden entenderle y, además, posee un brazo de madera articulado y extremadamente chirriante resultado de su anterior enfrentamiento al monstruo de Frankenstein. Tan pronto como la turba se acerca al castillo de Frankenstein, éste decide transferir algo de su intelecto al monstruo. En consecuencia, la criatura se vuelve capaz de razonar y consigue aplacar a la multitud. 
La película acaba felizmente con Elizabeth casándose con el monstruo (cada encuentro sexual finaliza cantando a viva voz "Oh dulce misterio de la juventud al fin te hallé", parodiando a Jeanette MacDonald) e Inga encantada de descubrir que su nuevo marido, Frederick, intercambió ciertas «cualidades» con el monstruo.

## Reparto
- Gene Wilder: Dr. Frederick Frankenstein
- Peter Boyle: el Monstruo.
- Marty Feldman: Igor.
- Madeline Kahn: Elizabeth.
- Cloris Leachman: Frau Blücher.
- Teri Garr: Inga.
- Kenneth Mars: el Inspector Kemp.
- Richard Haydn: Herr Falkstein.
- Liam Dunn: Mr. Hilltop
- Danny Goldman: el estudiante de Medicina.
- Leon Askin: Herr Walman (escenas eliminadas).
- Gene Hackman: el monje anacoreta ciego.[3]

## Adaptación musical de Broadway
En abril de 2006 Brooks empezó a hacer una composición para una adaptación a musical de Broadway de Young Frankenstein, «quizá la mejor película que he hecho». No se fijó ningún plazo para el término de la obra, pero Brooks empezaría la producción tan pronto la hubiera finalizado.  En noviembre de 2006, Brooks y Thomas Meehan, colaboradores en The Producers, habían finalizado el primer borrador del guion. Se realizó una lectura dirigida por Susan Stroman con Brian D'Arcy James como el Dr. Frankenstein, Kristin Chenoweth como Inga, Roger Bart como Igor, Marc Kudisch como el Inspector Kemp y Shuler Hensley como el monstruo. También se rumoreó que Cloris Leachman podría repetir el papel de Frau Blücher para la obra, pero finalmente fue desestimada. La obra se estrenó el 8 de noviembre de 2007.

## Premios

### Candidaturas
- Oscar al mejor sonido, Richard Portman y Gene S. Cantamessa (1975).
- Oscar al mejor guion adaptado, Mel Brooks y Gene Wilder (1975).
- Globo de Oro a la mejor actriz en musical o comedia, Cloris Leachman (1975).
- Globo de Oro a la mejor actriz de reparto, Madeline Kahn (1975)
- Premio WGA a la mejor comedia adaptada de otro medio a Mel Brooks y Gene Wilder.

### Ganados
- Premio Hugo a la mejor presentación dramática.
- Premio Nébula al mejor guion, Mel Brooks y Gene Wilder (1976).